# Центр жёсткости
Центр жёсткости — точка приложения внутренних сил упругости в данном поперечном сечении конструкции, по отношению к которой в сечении под действием внешних сил возникают лишь нормальные напряжения, но не крутящие моменты.
Простейшим примером может являться жестяная пластина, на которую действуют разные силы. В результате действия этих сил пластина бы деформировалась, но деформация бы имела чётко выраженную ось (возможно, не одну). На этой оси и лежали бы центры жёсткости.
Несовпадение центра жёсткости с центром давления и недостаточная жёсткость конструкции крыла могут стать причиной флаттера и последующего разрушения самолёта.